# Addicted
Pour les articles homonymes, voir Addicted (homonymie).
Pour plus de détails, voir Fiche technique et Distribution.
Addicted (hangeul : 중독 ; RR : Joongdok, litt. « Intoxiqué ») est un thriller sud-coréen réalisé par Park Young-hoon, sorti en 2002.

## Synopsis
Une histoire à propos du voyage spirituel de deux frères, Dae-jin (Lee Byung-hun) et Ho-jin (Lee Eol), ainsi qu'une histoire d'amour et de désir entre un homme et une femme.
Dae-jin tombe dans un profond coma alors qu'au même moment, son frère Ho-jin meurt. Tous deux ont été victimes de  tragiques accidents de voiture lors de courses se tenant à des endroits différents. À son réveil, Dae-jin prend les habitudes ainsi que l'apparence de son frère adoré. Les choses se compliquent considérablement lorsqu'il commence à avoir une relation de dépendance avec la femme de Ho-jin, Eun-soo (Lee Mi-yeon). Elle refuse fermement de croire que l'esprit de Ho-jin a été transféré dans le corps de Dae-jin, jusqu'à ce qu'une révélation stupéfiante remette en question sa foi…

## Fiche technique
Sauf indication contraire ou complémentaire, les informations mentionnées dans cette section peuvent être confirmées par la base de données KMDb.
- Titre : Addicted
- Titre original : 중독
- Réalisation : Park Young-hoon
- Scénario : Byun Won-mi, kwak Jae-yong et Song Min-ho
- Musique : Jeong Jae-hyeong
- Direction artistique : Kang Seung-yong
- Costumes : Ryu Su-jin
- Photographie : Kim Byeong-il
- Montage : Kyeong Min-ho
- Production : Lee Choon-yun
- Société de production : Cineicheon
- Société de distribution : Showbox
- Pays d'origine :  Corée du Sud
- Langue originale : coréen
- Format : couleur - 2,35:1 - Dolby Digital - 35 mm
- Genre : thriller
- Durée : 110 minutes
- Date de sortie : Corée du Sud : 25 octobre 2002

## Distribution
- Lee Byung-hun : Dae-jin
- Lee Mi-yeon : Eun-soo
- Lee Eol : Ho-jin
- Park Sun-young : Ye-joo
- Ji Dae-han : Cheol-hyeon
- Park Jae-hwang : le coach
- Kim Dong-ha : Dr Lee

## Remake
Lee Pace et Sarah Michelle Gellar apparaissent dans le remake américain intitulé Possession de Joel Bergvall et Simon Sandquist (2009).

## Récompense
- Grand Bell Awards 2003 : Prix de la meilleure actrice pour Lee Mi-yeon